# Comisión de Bebidas Alcohólicas de Texas

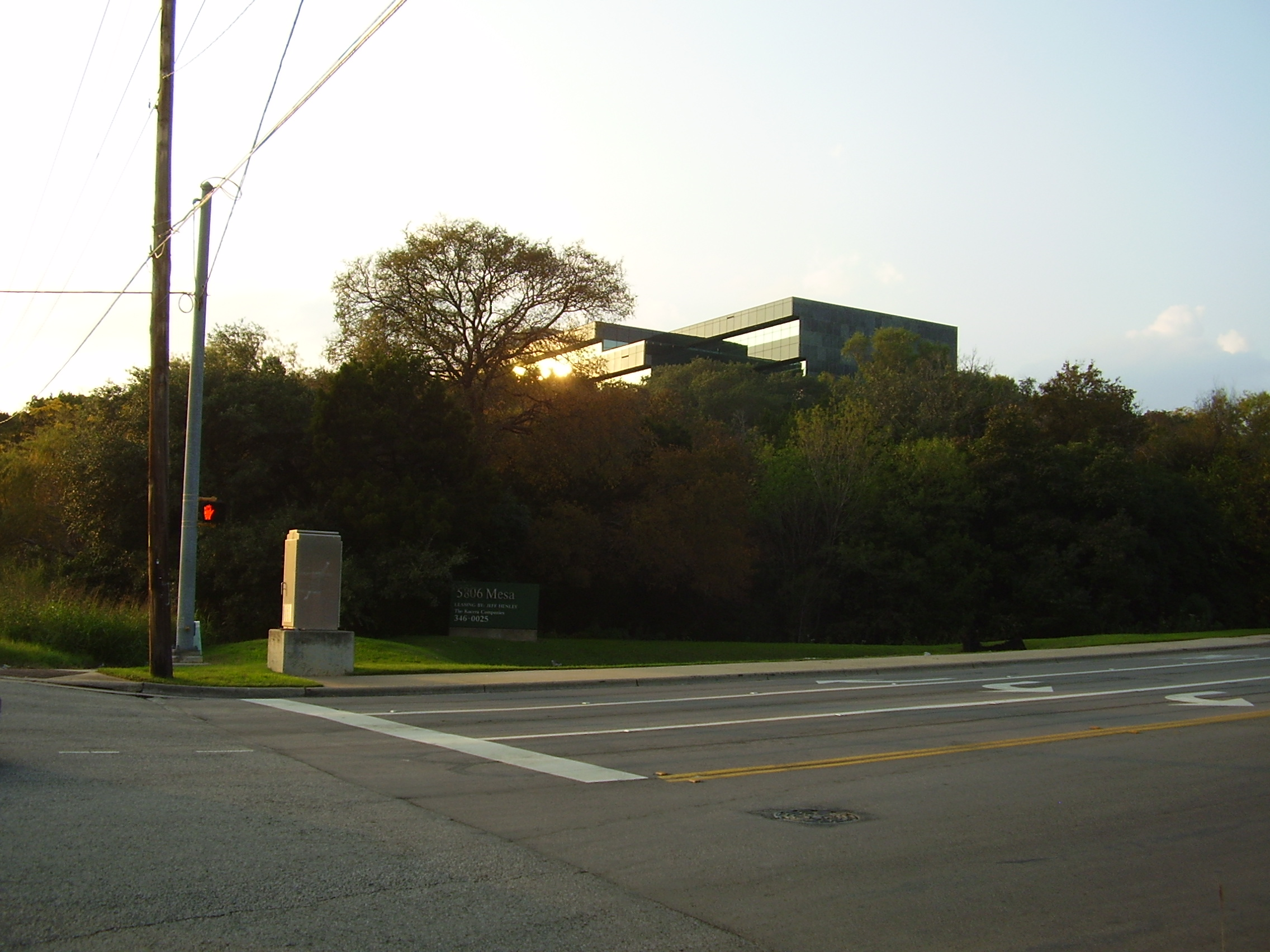
El edificio 5806 Mesa Drive tiene la sede de TABC

La Comisión de Bebidas Alcohólicas de Texas (Texas Alcoholic Beverage Commission, TABC, anteriormente el Texas Liquor Control Board) es una agencia del Gobierno de Texas. Tiene su sede en el edificio 5806 Mesa Drive en Austin. La comisión regula la venta de bebidas alcohólicas en Texas. El Gobierno de Texas abrió la TABC en 1935.